# Mammillaria boelderliana
Mammillaria boelderliana är en kaktusväxtart som beskrevs av Wohlschl. Mammillaria boelderliana ingår i släktet Mammillaria och familjen kaktusväxter. Inga underarter finns listade i Catalogue of Life.

## Bildgalleri

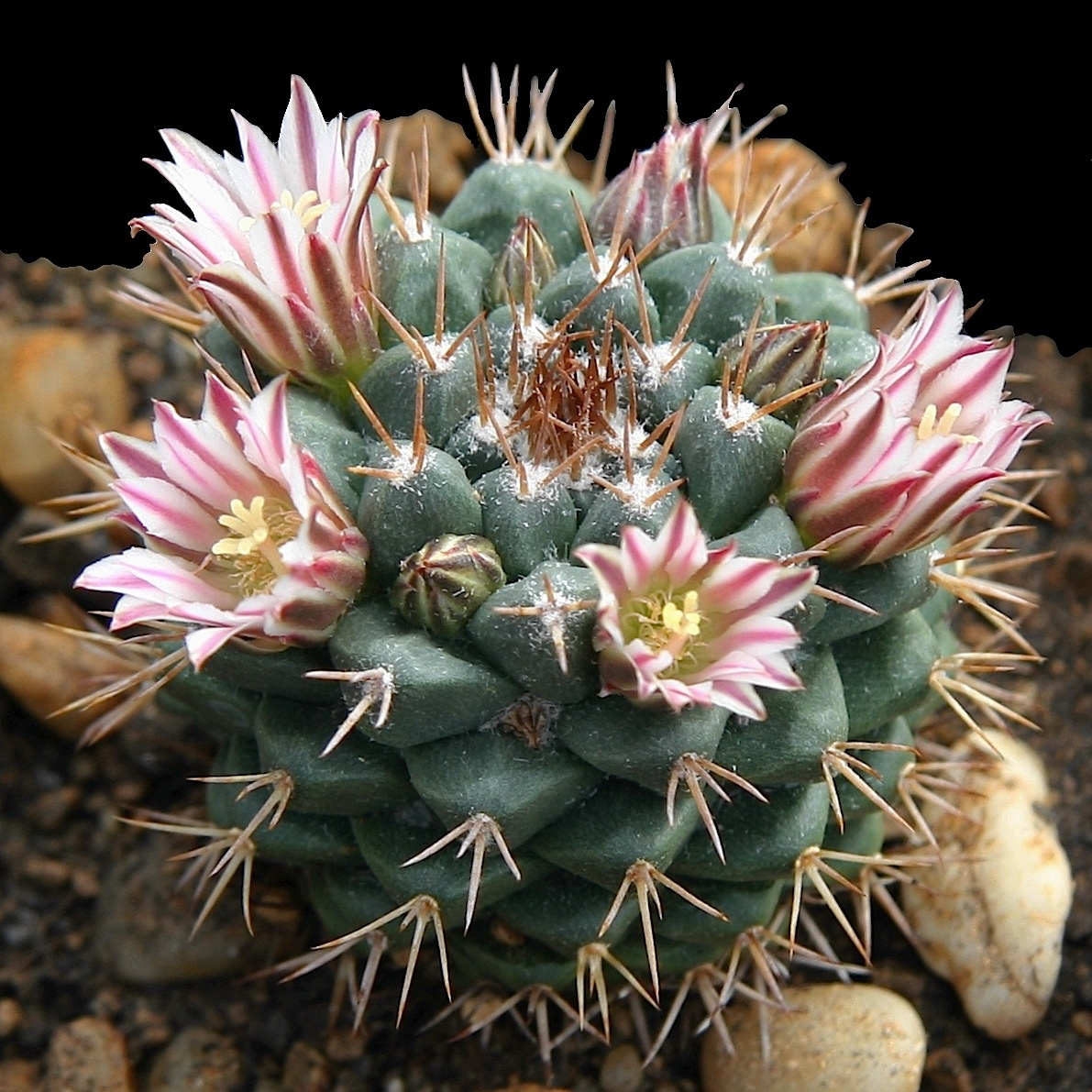